# Кулешовский сельский совет (Недригайловский район)
Кулешовский сельский совет (укр. Кулішівська сільська рада) — входит в состав
Недригайловского района
Сумской области
Украины.
Административный центр сельского совета находится в 
с. Кулешовка
.

## Населённые пункты совета
- с. Кулешовка
- с. Бродок
- с. Константинов